# Корноухов, Николай Васильевич
Николай Васильевич Корноухов (23 октября 1903, Нежин — 2 апреля 1958, Киев) — учёный в области строительной механики, академик АН УССР (с 1951 года, член-корреспондент с 1939 года). Заслуженный деятель науки и техники УССР (1954), лауреат Сталинской премии (1950).

## Биография
Родился 10 (23 октября) 1903 года в городе Нежине (ныне Черниговской области). Член КПСС с 1941 года. После окончания в 1928 году Киевского политехнического института работал проектировщиком мостов. С 1931 года преподавал в Киевском инженерно-строительном институте (с 1948 года — профессор). С 1935 года работал в Институте строительной механики АН УССР (в 1940—1944 годах — директор).
С началом Великой Отечественной войны, в июле 1941 года Николай Корноухов был эвакуирован вместе с почти 400 академиками, членами-корреспондентами и другими научными работниками Академии наук УССР в Уфу, столицу Башкирии.
Жил в Киеве. Умер 2 апреля 1958 года. Похоронен на Байковом кладбище.

## Научная работа
Основные труды посвящены теории устойчивости конструкций (стержней, арок, плоских и пространственных рам и ферм) в пределах и за пределами упругости. Дал ряд точных и приближенных методов расчета устойчивости как объединённого расчета конструкций на прочность и устойчивость.

### Произведения
- «Прочность и устойчивость стержневых систем» Москва, 1949 (Сталинская премия, 1950);
- «Интерполяционно-итерационный метод решения дифференциальных уравнений прочности и устойчивости непризматических стержней» в книге: Сборник трудов Института строительной механики АН УССР) № 11, Киев. 1949;
- «Определение частот собственных колебаний свободных рамных систем по методу основных неизвестных» в книге: «Сборник научных трудов Киевского инженерно-строительного института» № 9, Киев, 1951;
- «Особый случай потери устойчивости (конечные деформации и устойчивость простейшей фермы)» в книге : «Сборник трудов Института строительной механики» (АН УССР) № 17, Киев, 1952.

## Память

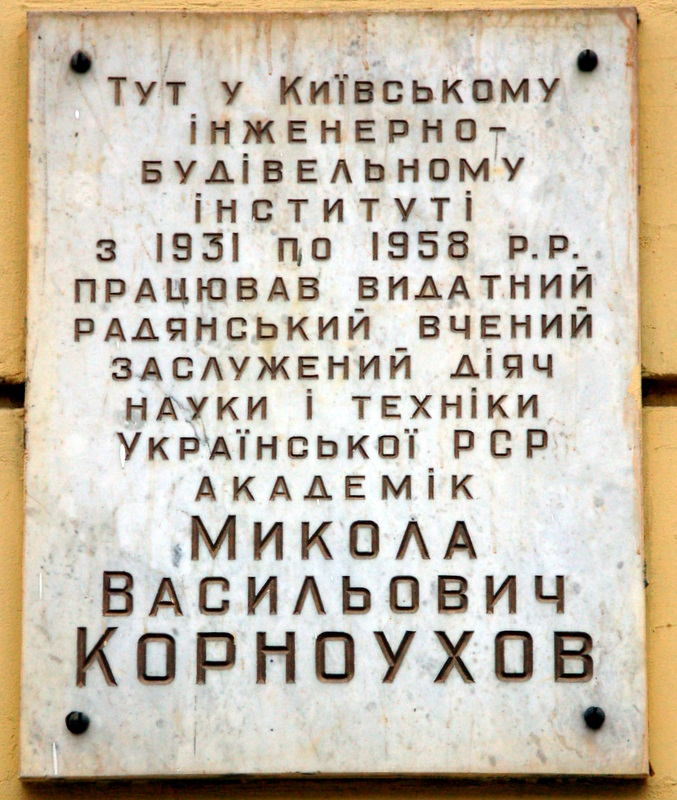
Мемориальная доска

На здании Киевского инженерно-строительного института, где с 1931 по 1958 год работал учёный, установлена мемориальная доска.

## Ссылка
- Ордена